# Ketasee
Der Ketasee (russisch Озеро Кета), auch Kemasee (Озеро Кема) genannt, ist ein 452 km² großer See im Putorana-Gebirge, dem Nordwestteil des Mittelsibirischen Berglands in der Region Krasnojarsk, Sibirien, Russland (Asien).

## Geographische Lage
Der Ketasee liegt 250 km nördlich des nördlichen Polarkreises im Westteil des Putorana-Gebirges. Während er von der Tokinda und vielen Gebirgsbächen gespeist wird, ist die Rybnaja sein einziger Abfluss; diese entwässert über die Norilka in den Pjassinosee und damit zur Pjassina. Der etwa 85 m hoch gelegene See ist rund 94 km lang, maximal etwa 14 km breit und bis zirka 180 m tief. Sein Einzugsgebiet ist etwa 2.990 km² groß. Die Berge am See sind an seinem Ostende bis 1170 m hoch. Weder am See noch in seiner Umgebung gibt es Siedlungen.

## Klima, Flora und Fauna
Die Region des Ketasees liegt im Bereich des Permafrostbodens. Der See ist alljährlich von Oktober bis Juni oder Juli von Eis bedeckt. An seinen Ufern gedeihen boreale Nadelwälder (Taiga) und auf den Bergen seiner Umgebung herrscht die Tundra mit ihren Moosen und Flechten. Im fischreichen See leben zum Beispiel Barschfische, Hechte, Lachsfische, wie Felchen, Maränen, oder Renken (siehe Coregonus), sowie Äschen und Quappen.